# بولحاف الدير

تتميز بلدية بولحاف الدير الواقعة شمال ولاية تبسة بموقعها الإستراتيجي الذي يجعلها تتوسط الطريق الرابط بين تبسة 
وعنابة
تبلغ الكثافة السكانية لبلدية بولحاف الدير التابعة إداريا لإقليم دائرة الكويف، أزيد من 4700 نسمة يتوزعون على أربعة مجمعات سكنية كبيرة، تتمثل في الخمايسية وأولاد قديم وأولاد حمزة وكيسة... ونظرا لموقعها الإستراتيجي الهام، باتت قطبا فلاحيا رائدا بالمنطقة، حيث يركز سكانها نشاطهم على الفلاحة وتربية المواشي، هذه المؤهلات الطبيعية الهامة لم تفتح آفاق التنمية للسكان

## وصلات أخرى

### وصلات داخلية
- دائرة الكويف

### وصلات خارجية
1. ↑  مساحة بولحاف الدير نسخة محفوظة 09 أغسطس 2012 على موقع واي باك مشين. [وصلة مكسورة]
2. ↑  إحصـاء الديوان الوطنـي لبلديات تبسة 2008 نسخة محفوظة 23 يوليو 2018 على موقع واي باك مشين.